# سیلباش
سیلباش (به صربی: Silbaš) یک منطقهٔ مسکونی در صربستان است که در Bačka Palanka Municipality واقع شده‌است. سیلباش ۴۲٫۶ کیلومتر مربع مساحت و ۲٬۴۶۷ نفر جمعیت دارد.